# Дискография Ланы Дель Рей
Дискография американской певицы и автора песен Ланы Дель Рей насчитывает 9 студийных альбомов, 4 мини-альбома, 1 переиздание, 13 песен к фильмам, 38 синглов и столько же музыкальных видео. Она продала 3,2 миллиона копий альбомов в Соединённых Штатах и 7,1 миллионов экземпляров в Великобритании.
В 2007 году Дель Рей заключила свой первый контракт, с лейблом 5 Points Records. В следующем году был издан дебютный мини-альбом певицы Kill Kill. Тогда девушка не использовала действующий псевдоним, а выступала под настоящим именем — Лиззи Грант. Выход её первого студийного диска Lana Del Ray долго откладывался. Его издали в январе 2010 года, под псевдонимом Лана Дель Рей. Позднее певица сменила менеджмент, который посоветовал ей прекратить сотрудничество с 5 Points, в частности потому, что лейбл не мог продолжать финансировать издание её дебютника. В 2011 году Лана заключила «формальный» контракт со Stranger Records на выпуск дебютного сингла «Video Games». Трек, изначально загруженный самой певицей на YouTube, вошёл в топ-10 чартов ряда европейских стран и получил множество сертификаций, включая двойную платиновую в Германии и Швейцарии. «Video Games» достигла 91 строчки в американском Billboard Hot 100 и была отмечена золотой сертификацией. В конце десятилетия песню признали одной из лучших в 2010-х.
В 2012 году Дель Рей заключила совместный контракт с лейблами Interscope и Polydor Records и выпустила второй студийный альбом Born to Die, содержащий в том числе и «Video Games». Пластинка достигла второй позиции в американском Billboard 200 и возглавила ряд европейских чартов, включая Австралию. Несмотря на споры вокруг Дель Рей и Born to Die, лонгплей имеет культовый статус. Во всём мире было продано более 12 миллионов копий пластинки, включая более миллиона в США. Другие пять синглов, выпущенные в поддержку альбома: «Born to Die», «Blue Jeans», «Summertime Sadness», «National Anthem» и «Dark Paradise». «Born to Die» показал умеренные результаты в Европе, попав в первую десятку чартов Австрии и Великобритании. «Summertime Sadness» достиг крупного успеха благодаря ремиксу Седрика Джервейса, достигшему 6 места в Billboard Hot 100 — первый сингл Дель Рей в топ-10 чарта США. Трек был несколько раз сертифицирован платиновым в Соединённых Штатах и других странах.
В конце 2012 года Дель Рей выпустила мини-альбом Paradise и переиздание Born to Die, The Paradise Edition. В последующие два года певица записала оригинальную «Young and Beautiful» (2013) для экранизации «Великого Гэтсби» режиссёром Базом Лурманом и кавер-версию «Once Upon a Dream» (2014) для «Малефисенты». Первая получила платиновую сертификацию в США и Канаде и мультиплатиновую в Австралии и Италии. Третий альбом Ultraviolence, выпущенный в июне 2014 года, принёс Дель Рей первый #1 в Billboard 200. Кроме того, пластинка возглавила чарты Австралии, Канады, Великобритании и других стран. Она разошлась по миру тиражом 3 миллиона копий. В её поддержку выпустили четыре сингла: «West Coast» (сертифицирована серебряной в Великобритании), «Shades of Cool», Ultraviolence и «Brooklyn Baby». В конце года Лана записала «Big Eyes» и «I Can Fly» к фильму Тима Бёртона «Большие глаза». Первая получила номинацию на «Золотой глобус» и попала в шорт-лист премии «Оскар». В сентябре 2015 года Дель Рей представила четвёртый альбом Honeymoon. Пластинка не получила коммерческого успеха, возглавив лишь чарт Австралии и получив золотую сертификацию в Великобритании; мировые продажи составили полтора миллиона экземпляров. Выпуск диска сопровождался двумя синглами: «High by the Beach» и «Music to Watch Boys To».
Пятый альбом Дель Рей Lust for Life был издан в июле 2017 года. Он принёс певице второй #1 в Billboard 200, впоследствии был отмечен золотом в Соединённых Штатах и возглавил чарты Австралии, Канады, Великобритании и других стран. Мировые продажи пластинки составили почти 2 миллиона копий. В её поддержку были выпущены четыре сингла: «Love», «Lust for Life» (при участии The Weeknd), «Summer Bummer» и «Groupie Love» (обе записаны с ASAP Rocky). «Love» и «Lust for Life» получили умеренный успех в чартах и обе получили серебряные сертификации в Великобритании. Шестая и самая признанная критиками работа певицы Norman Fucking Rockwell! вышла в свет в августе 2019 года. Диск возглавил чарты Великобритании и ряда других стран. Во многом коммерческому успеху пластинки сопутствовал сингл «Doin’ Time», кавер-версия группы Sublime, отмеченный золотом в Канаде. В том же году Лана записала песню «Don’t Call Me Angel» с Арианой Гранде и Майли Сайрус для саундтрека фильма «Ангелы Чарли». Трек вошёл в топ-5 чартов Австралии и Великобритании и добрался до 13 строчки Billboard Hot 100. В июле 2020 года певица представила дебютный сборник поэзии Violet Bent Backwards Over the Grass, изданный не только в печатном варианте, но и как аудиокнига. Седьмой альбом Дель Рей Chemtrails Over the Country Club вышел в марте 2021 года. Хотя он не получил коммерческого успеха, диск принёс Лане пятый #1 в UK Albums Chart и стал самым быстро продаваемым альбомом на виниле среди женских исполнителей в Великобритании.
| Сокращения названий стран (по стандарту ГОСТ 7.67) | Сокращения названий стран (по стандарту ГОСТ 7.67) | |
| --- | --- | --- |
| \| - АВТ — Австрия - АВС — Австралия - БЕЛ — Бельгия - КАН — Канада - ШВА — Швейцария - ИСП — Испания - ГЕР — Германия - ДАН — Дания - ЮЖН — Южно-Африканская Республика - БРА — Бразилия \| - АРГ — Аргентина - ВЕН — Венгрия - ФИН — Финляндия - ФРА — Франция - ВЕЛ — Великобритания - ГРИ — Греция - ИРЯ — Ирландия - ИТА — Италия - ЯПО — Япония - ПОЛ — Польша \| - ШОТ — Шотландия - НИД — Нидерланды - НОР — Норвегия - НОЗ — Новая Зеландия - США — Соединённые Штаты Америки - ШВЕ — Швеция - ЕВР — Европейский Союз - ПОР — Португалия - МЕК — Мексика - ИЗР — Израиль \| | | |
| - АВТ — Австрия - АВС — Австралия - БЕЛ — Бельгия - КАН — Канада - ШВА — Швейцария - ИСП — Испания - ГЕР — Германия - ДАН — Дания - ЮЖН — Южно-Африканская Республика - БРА — Бразилия | - АРГ — Аргентина - ВЕН — Венгрия - ФИН — Финляндия - ФРА — Франция - ВЕЛ — Великобритания - ГРИ — Греция - ИРЯ — Ирландия - ИТА — Италия - ЯПО — Япония - ПОЛ — Польша | - ШОТ — Шотландия - НИД — Нидерланды - НОР — Норвегия - НОЗ — Новая Зеландия - США — Соединённые Штаты Америки - ШВЕ — Швеция - ЕВР — Европейский Союз - ПОР — Португалия - МЕК — Мексика - ИЗР — Израиль |

## Альбомы

### Студийные альбомы
| 2010                                                              | Lana Del Ray - Релиз: 4 января - Лейбл: 5 Points - Форматы: ЦД                                                                              | — | — | — | —   | — | — | —  | — | — | —  | —  | — | — | — | — | — | — |
| 2012                                                              | Born to Die - Релиз: 27 января - Лейбл: Interscope, Polydor, Stranger - Форматы: LP, CD, ЦД, стриминг                                       | 2 | 1 | 1 | 2/1 | 1 | 1 | 3  | 1 | 7 | 5  | 3  | 2 | 1 | 1 | 1 | 1 | Список - США: 3×Платиновый - АВС: 2×Платиновый - АВТ: 2хПлатиновый - АРГ: Золотой - БЕЛ: Платиновый - БРА: Платиновый - ВЕЛ: 4хПлатиновый - ВЕН: Золотой - ГЕР: 4хПлатиновый - ДАН: Платиновый - ИРЛ: 2хПлатиновый - ИТА: Платиновый - КАН: 2хПлатиновый - КОЛ: Золотой - МЕК: Платиновый - НОЗ: Платиновый - НОР: Золотой - ПОЛ: Бриллиантовый - ПОР: 2хПлатиновый - РОФ: Платиновый - ФРА: Бриллиантовый - ШВА: 2хПлатиновый - ШВЕ: 2хПлатиновый |
| 2014                                                              | Ultraviolence - Релиз: 16 июня - Лейбл: Interscope, Polydor - Форматы: LP, CD, ЦД, стриминг                                                 | 1 | 1 | 5 | 1/1 | 1 | 3 | 1  | 2 | 1 | 2  | 1  | 1 | — | 2 | 2 | 1 | Список - США: Платиновый - АВС: Золотой - АВТ: Золотой - БРА: Платиновый - ВЕЛ: Золотой - ГЕР: Золотой - ДАН: Золотой - ИТА: Золотой - КАН: Золотой - МЕК: Золотой - ПОЛ: Платиновый - ФРА: Платиновый |
| 2015                                                              | Honeymoon - Релиз: 18 сентября - Лейбл: Interscope, Polydor - Форматы: LP, CD, ЦД, стриминг, кассета                                        | 2 | 1 | 4 | 2/2 | 2 | 4 | 7  | 1 | 4 | 2  | 3  | 2 | 1 | 3 | 3 | 2 | Список - США: Золотой - БРА: Золотой - ВЕЛ: Золотой - ПОЛ: Платиновый - ФРА: Золотой |
| 2017                                                              | Lust for Life - Релиз: 21 июля - Лейбл: Interscope, Polydor - Форматы: LP, CD, ЦД, стриминг, кассета                                        | 1 | 1 | 5 | 4/2 | 1 | 8 | 5  | 2 | 1 | 6  | 1  | 2 | 1 | 3 | 2 | 1 | Список - США: Золотой - БРА: Платиновый - ВЕЛ: Золотой - ПОЛ: Золотой - ФРА: Золотой |
| 2019                                                              | Norman Fucking Rockwell! - Релиз: 30 августа - Лейбл: Interscope, Polydor - Форматы: LP, CD, ЦД, стриминг, кассета                          | 3 | 4 | 7 | 2/3 | 1 | 5 | 3  | 2 | 2 | 5  | 3  | 5 | 1 | 4 | 1 | 1 | Список - США: Золотой - ВЕЛ: Золотой - ДАН: Золотой - ПОЛ: Золотой |
| 2021                                                              | Chemtrails Over the Country Club - Релиз: 19 марта - Лейбл: Interscope, Polydor - Форматы: LP, CD, ЦД, стриминг, кассета                    | 2 | 2 | 4 | 2/2 | 1 | 3 | 2  | 2 | 4 | 7  | 5  | 2 | 1 | 3 | 1 | 1 | Список - ВЕЛ: Серебряный - ПОЛ: Платиновый - ФРА: Золотой |
| 2021                                                              | Blue Banisters - Релиз: 22 октября - Лейбл: Interscope, Polydor - Форматы: LP, CD, ЦД, стриминг, кассета                                    | 8 | 3 | 8 | 4/5 | 2 | 6 | 17 | 4 | — | 18 | 10 | 8 | 1 | 7 | 6 | 3 | Список - ВЕЛ: Серебряный - ПОЛ: Золотой |
| 2023                                                              | Did You Know That There’s a Tunnel Under Ocean Blvd - Релиз: 24 марта - Лейбл: Interscope, Polydor - Форматы: LP, CD, ЦД, стриминг, кассета | 3 | 1 | 4 | 1/2 | 1 | 3 | 6  | 1 | 6 | 8  | 3  | 1 | 1 | 2 | 4 | 1 | Список - ВЕЛ: Золото - БРА: Платиновый - ФРА: Золотой - КАН: Золотой - ПОЛ: Платиновый |
| «—» ставится, если альбом не попал в чарт и не имеет сертификаций | |   |   |   |     |   |   |    |   |   |    |    |   |   |   |   |   | |

### Аудиокниги
| Год  | Детали | Максимальная позиция | Максимальная позиция | Максимальная позиция | Максимальная позиция | Максимальная позиция | Максимальная позиция | Максимальная позиция | Максимальная позиция | Максимальная позиция | Максимальная позиция |
| Год  | Детали | США                  | БЕЛ                  | ФРА                  | ПОЛ                  | ПОР                  | ШОТ                  | ИСП                  | ШВА                  | ВЕЛ                  |                      |
| ---- | --- | -------------------- | -------------------- | -------------------- | -------------------- | -------------------- | -------------------- | -------------------- | -------------------- | -------------------- | -------------------- |
| 2020 | Violet Bent Backwards Over the Grass - Релиз: 28 июля, 2020 год - Лейбл: Polydor, Interscope - Форматы: СД, LP, кассета | 19                   | 47                   | 57                   | 34                   | 7                    | 11                   | 59                   | 82                   | 25                   |                      |

### Бокс-сеты
| 2012                                      | The Paradise Edition - Релиз: 9 ноября - Лейбл: Interscope, Polydor - Форматы: CD, ЦД | 17 | 6 | 25 | 15 | 6 | 22 | 4 | 22 | Список - АВС: Платиновый - ФРА: Золотой - НОЗ: Платиновый |
| 2012                                      | The Singles - Релиз: 10 декабря - Лейбл: Polydor - Форматы: LP                        | —  | — | —  | —  | — | —  | — | —  | —                                                         |
| 2015                                      | The Profile - Релиз: 8 октября - Лейбл: The Profile Collection - Форматы: ЦД          | —  | — | —  | —  | — | —  | — | —  | —                                                         |
| «—» ставится, если альбом не попал в чарт |                                                                                       |    |   |    |    |   |    |   |    |                                                           |

### Мини-альбомы
| 2008                                      | Kill Kill - Релиз: 21 октября - Лейбл: 5 Points - Форматы: ЦД                 | —  | — | —  | —  | —  |
| 2012                                      | Lana Del Rey - Релиз: 10 января - Лейбл: Polydor, Interscope - Форматы: ЦД    | 20 | 6 | —  | 18 | —  |
| 2012                                      | Paradise - Релиз: 9 ноября - Лейбл: Polydor, Interscope - Форматы: LP, CD, ЦД | 10 | 4 | 19 | 10 | 19 |
| 2013                                      | Tropico - Релиз: 6 декабря - Лейбл: Polydor, Interscope - Форматы: ЦД         | —  | — | —  | —  | —  |
| «—» ставится, если альбом не попал в чарт |                                                                               |    |   |    |    |    |

### Переиздания
| Год  | Детали | Максимальная позиция | Максимальная позиция | Максимальная позиция | Максимальная позиция | Максимальная позиция | Максимальная позиция | Максимальная позиция | Максимальная позиция | Максимальная позиция | Максимальная позиция |
| Год  | Детали | АВС                  | БЕЛ (FL)             | БЕЛ (WA)             | ЯПО                  | МЕК                  | НИД                  | НОЗ                  | ПОЛ                  | ШВЕ                  |                      |
| ---- | --- | -------------------- | -------------------- | -------------------- | -------------------- | -------------------- | -------------------- | -------------------- | -------------------- | -------------------- | -------------------- |
| 2012 | Born to Die: The Paradise Edition - Релиз: 9 ноября - Лейбл: Polydor, Interscope - Форматы: СД, LP, стриминг | 17                   | 6                    | 15                   | 35                   | 22                   | 15                   | 6                    | 4                    | 22                   |                      |

## Синглы

### Как ведущий исполнитель
| 7.10.2011                                                            | «Video Games»                                                           | 91 | 23 | 2  | 2/2   | 9   | 1  | 18 | 6  | 33 | 27 | 72 | 3  | —  | —  | 12 | 14 | 2   | 2  | Список - США: 2хПлатиновый - АВС: Платиновый - АВТ: Платиновый - БЕЛ: Платиновый - ВЕЛ: Платиновый - ГЕР: 2хПлатиновый - ИТА: Золотой - КАН: Золотой - ШВА: 2хПлатиновый | Born to Die                                            |  |
| 30.12.2011                                                           | «Born to Die»                                                           | —  | 34 | 10 | 14/10 | 9   | 29 | 7  | 12 | 41 | 15 | —  | 89 | —  | —  | 31 | 13 | 13  | 13 | Список - США: 2хПлатиновый - АВС: Золотой - ВЕЛ: Платиновый - ИТА: Платиновый - КАН: Золотой                                                                             | Born to Die                                            |  |
| 8.04.2012                                                            | «Blue Jeans»                                                            | —  | —  | —  | 6/4   | 32  | —  | 35 | —  | 7  | 49 | —  | —  | —  | —  | 41 | —  | 16  | 39 | Список - США: 2хПлатиновый - ВЕЛ: Золотой - ИТА: Золотой - КАН: Золотой                                                                                                  | Born to Die                                            |  |
| 22.06.2012                                                           | «Summertime Sadness»                                                    | —  | —  | 8  | 15/17 | —   | 4  | —  | —  | —  | 6  | —  | 53 | —  | —  | 3  | —  | 56  | 3  | Список - США: 6хПлатиновый - АВТ: Золотой - БЕЛ: Золотой - ГЕР: 3хЗолотой - ИТА: 3хПлатиновый - МЕК: Платиновый - ШВА: Золотой                                           | Born to Die                                            |  |
| 6.07.2012                                                            | «National Anthem»                                                       | —  | —  | —  | 40    | 92  | —  | —  | —  | —  | —  | —  | —  | —  | —  | —  | —  | 152 | —  | Список - США: Платиновый - ВЕЛ: Серебряный | Born to Die                                            |  |
| 20.09.2012                                                           | «Blue Velvet»                                                           | —  | —  | 40 | —     | 60  | 49 | —  | —  | 44 | —  | —  | —  | —  | —  | —  | —  | 40  | 42 | | Paradise                                               |  |
| 25.09.2012                                                           | «Ride»                                                                  | —  | 89 | 63 | 3/6   | 32  | 44 | 40 | 35 | —  | —  | —  | —  | —  | —  | 30 | —  | 56  | 20 | Список США: Платиновый | Paradise                                               |  |
| 1.03.2013                                                            | «Dark Paradise»                                                         | —  | —  | 42 | —     | —   | 45 | —  | —  | —  | —  | —  | —  | —  | —  | —  | —  | —   | 48 | Список США: Платиновый | Born to Die                                            |  |
| 23.04.2013                                                           | «Young and Beautiful»                                                   | 22 | 8  | 57 | 34/33 | 23  | 50 | —  | 16 | 24 | 8  | 45 | 79 | —  | —  | 2  | —  | 31  | 31 | Список - США: 5хПлатиновый - ВЕЛ: Золотой - ИТА: 2хПлатиновый - КАН: Платиновый                                                                                          | The Great Gatsby                                       |  |
| 11.07.2013                                                           | «Summertime Sadness» (Cedric Gervais Remix)                             | 6  | 3  | —  | —     | 4   | —  | 28 | 7  | 29 | —  | 7  | —  | —  | —  | 3  | —  | 10  | —  | Список - США: 6хПлатиновый - АВС: 4хПлатиновый - ВЕЛ: 2хПлатиновый - КАН: 2хПлатиновый - НИД: Золотой - НОЗ: Золотой                                                     | Внеальбомный сингл                                     |  |
| 29.10.2013                                                           | «Young and Beautiful» (Cedric Gervais Remix)                            | —  | —  | —  | —     | —   | —  | —  | —  | —  | —  | —  | —  | —  | —  | —  | —  | —   | —  | Список - АВС: 4хПлатиновый - НОЗ: Золотой | Внеальбомный сингл                                     |  |
| 26.01.2014                                                           | «Once Upon a Dream»                                                     | —  | 96 | —  | —     | 60  | —  | —  | 71 | —  | —  | —  | —  | —  | —  | —  | —  | 122 | —  | Список США: Платиновый | Maleficent                                             |  |
| 14.04.2014                                                           | «West Coast»                                                            | 17 | 44 | —  | 4/47  | 21  | 22 | 39 | 31 | 12 | 18 | 26 | —  | 29 | 26 | —  | —  | 34  | 13 | Список - США: Платиновый - ВЕЛ: Серебряный | Ultraviolence                                          |  |
| 26.05.2014                                                           | «Shades of Cool»                                                        | 79 | 50 | —  | 40    | 144 | —  | —  | —  | 31 | 35 | 52 | —  | —  | —  | —  | —  | 37  | 43 | Список США: Золотой | Ultraviolence                                          |  |
| 4.06.2014                                                            | «Ultraviolence»                                                         | 70 | —  | —  | 34/12 | 105 | —  | —  | —  | —  | —  | 38 | —  | —  | —  | —  | —  | 88  | —  | Список США: Золотой | Ultraviolence                                          |  |
| 8.06.2014                                                            | «Brooklyn Baby»                                                         | —  | 35 | 64 | 32    | 86  | —  | —  | —  | 36 | 50 | 60 | 87 | —  | —  | —  | 6  | 33  | 16 | Список США: Золотой | Ultraviolence                                          |  |
| 15.12.2014                                                           | «Black Beauty»                                                          | —  | —  | —  | —     | 179 | —  | —  | —  | —  | —  | —  | —  | —  | —  | —  | —  | —   | —  | | Ultraviolence                                          |  |
| 10.08.2015                                                           | «High by the Beach»                                                     | 51 | 51 | 56 | 46/16 | 60  | 75 | —  | 59 | 23 | 93 | 39 | —  | —  | —  | —  | —  | 14  | 58 | Список США: Золотой | Honeymoon                                              |  |
| 11.09.2015                                                           | «Music to Watch Boys To»                                                | —  | —  | —  | —     | 186 | —  | —  | —  | —  | —  | —  | —  | —  | —  | —  | —  | 117 | —  | | Honeymoon                                              |  |
| 18.02.2017                                                           | «Love»                                                                  | 44 | 41 | 43 | 41/9  | 41  | 68 | —  | 35 | 5  | 53 | 48 | —  | —  | —  | 1  | —  | 84  | 27 | Список - США: Платиновый - БРА: Золотой - ВЕЛ: Серебряный - ИТА: Золотой                                                                                                 | Lust for Life                                          |  |
| 19.04.2017                                                           | «Lust for Life» (при участии The Weeknd)                                | 64 | 44 | 51 | 17/22 | 38  | 65 | —  | 33 | 22 | 58 | 39 | —  | —  | —  | 2  | —  | 66  | 48 | Список - США: Платиновый - ВЕЛ: Серебряный | Lust for Life                                          |  |
| 12.07.2017                                                           | «Summer Bummer» (при участии ASAP Rocky и Playboi Carti)                | —  | —  | —  | —     | 81  | —  | —  | —  | —  | —  | 80 | —  | —  | —  | —  | —  | —   | —  | Список США: Золотой | Lust for Life                                          |  |
| 12.07.2017                                                           | «Groupie Love» (при участии ASAP Rocky)                                 | —  | —  | —  | —     | —   | —  | —  | —  | —  | —  | —  | —  | —  | —  | —  | —  | 141 | —  | | Lust for Life                                          |  |
| 2.01.2018                                                            | «God Save Our Young Blood» (при участии Børns)                          | —  | —  | —  | —     | —   | —  | —  | —  | —  | —  | —  | —  | —  | —  | 17 | —  | —   | —  | | Blue Madonna                                           |  |
| 5.03.2018                                                            | «You Must Love Me»                                                      | —  | —  | —  | —     | —   | —  | —  | —  | —  | —  | —  | —  | —  | —  | —  | —  | —   | —  | | Unmasked: The Platinum Collection                      |  |
| 12.09.2018                                                           | «Mariners Apartment Complex»                                            | —  | 93 | —  | 35    | 79  | —  | —  | 74 | —  | —  | —  | —  | 27 | 28 | —  | —  | 35  | 89 | | Norman Fucking Rockwell!                               |  |
| 18.09.2018                                                           | «Venice Bitch»                                                          | —  | —  | —  | —     | —   | —  | —  | —  | —  | —  | —  | —  | —  | —  | —  | —  | 95  | —  | | Norman Fucking Rockwell!                               |  |
| 9.01.2019                                                            | «hope is a dangerous thing for a woman like me to have – but i have it» | —  | —  | —  | 31/24 | 99  | —  | —  | 80 | —  | —  | —  | —  | —  | —  | —  | —  | 68  | —  | | Norman Fucking Rockwell!                               |  |
| 17.05.2019                                                           | «Doin’ Time»                                                            | 59 | —  | —  | 14/20 | 42  | —  | —  | 51 | —  | —  | 60 | —  | 1  | 1  | —  | —  | 162 | 70 | Список - США: Платиновый - КАН: Золотой | Norman Fucking Rockwell!                               |  |
| 13.09.2019                                                           | «The Greatest»                                                          | —  | —  | —  | —     | —   | —  | —  | —  | —  | —  | —  | —  | —  | —  | —  | —  | —   | —  | | Norman Fucking Rockwell!                               |  |
| 13.09.2019                                                           | «Don’t Call Me Angel» (при участии Арианы Гранде и Майли Сайрус)        | 13 | 4  | 12 | 28/23 | 2   | 11 | 22 | 2  | 28 | 39 | 7  | 27 | —  | —  | —  | 9  | 64  | 4  | Список - АВС: Золотой - БРА: Платиновый - ВЕЛ: Серебряный - КАН: Золотой - НОР: Золотой - ПОЛ: Платиновый - ПОР: Золотой                                                 | Charlie’s Angels                                       |  |
| 1.11.2019                                                            | «Norman Fucking Rockwell»                                               | —  | —  | —  | —     | 44  | —  | —  | 40 | —  | —  | —  | —  | —  | —  | —  | —  | —   | —  | | Norman Fucking Rockwell!                               |  |
| 16.10.2020                                                           | «Let Me Love You Like A Woman»                                          | —  | —  | —  | 6     | 87  | —  | —  | 60 | —  | —  | —  | —  | —  | —  | —  | —  | —   | 85 | | Chemtrails Over the Country Club                       |  |
| 11.01.2021                                                           | «Chemtrails Over the Country Club»                                      | —  | —  | —  | 5     | 58  | —  | —  | 44 | —  | —  | —  | —  | —  | —  | —  | —  | —   | 94 | | Chemtrails Over the Country Club                       |  |
| 19.03.2021                                                           | «White Dress»                                                           | —  | —  | —  | —     | 51  | —  | —  | —  | —  | —  | —  | —  | —  | —  | —  | —  | —   | —  | | Chemtrails Over the Country Club                       |  |
| 26.03.2021                                                           | «Tulsa Jesus Freak»                                                     | —  | —  | —  | —     | 81  | —  | —  | 57 | —  | —  | —  | —  | —  | —  | —  | —  | —   | —  | | Chemtrails Over the Country Club                       |  |
| 20.05.2021                                                           | «Blue Banisters»                                                        | —  | —  | —  | —     | —   | —  | —  | —  | —  | —  | —  | —  | —  | —  | —  | —  | —   | —  | | Blue Banisters                                         |  |
| 8.09.2021                                                            | «Arcadia»                                                               | —  | —  | —  | —     | —   | —  | —  | —  | —  | —  | —  | —  | —  | —  | —  | —  | —   | —  | | Blue Banisters                                         |  |
| 22.10.2021                                                           | «If You Lie Down With Me»                                               | —  | —  | —  | —     | —   | —  | —  | —  | —  | —  | —  | —  | —  | —  | —  | —  | —   | —  | | Blue Banisters                                         |  |
| 21.01.2022                                                           | «Watercolor Eyes»                                                       | —  | —  | —  | —     | 68  | —  | —  | —  | —  | —  | 98 | —  | —  | —  | —  | —  | —   | —  | | Euphoria: Season 2 (An HBO Original Series Soundtrack) |  |
| 07.12.2022                                                           | «Did You Know That There's a Tunnel Under Ocean Blvd»                   | —  | —  | —  | —     | 98  | —  | —  | 87 | —  | —  | —  | —  | —  | —  | —  | —  | —   | —  | | Did You Know That There's a Tunnel Under Ocean Blvd    |  |
| 14.02.2023                                                           | «A&W»                                                                   | —  | —  | —  | —     | 41  | —  | —  | 37 | —  | —  | 84 | 26 | —  | —  | —  | —  | —   | —  | | Did You Know That There's a Tunnel Under Ocean Blvd    |  |
| 14.03.2023                                                           | «The Grants»                                                            | —  | —  | —  | —     | —   | —  | —  | —  | —  | —  | —  | —  | —  | —  | —  | —  | —   | —  | | Did You Know That There's a Tunnel Under Ocean Blvd    |  |
| 19.05.2023                                                           | «Say Yes To Heaven»                                                     | 54 | 20 | 36 | —     | 9   | 41 | —  | 8  | —  | —  | 34 | 64 | 4  | 9  | —  | —  | 90  | 18 | Список - АВС: 2xПлатиновый - США: Золотой - БЕЛ: Золотой - ВЕЛ: Серебряный - ИТА: Золотой - БРА: 2хПлатиновый - ФРА: Золотой - ИСП: Золотой                              | Внеальбомный сингл                                     |  |
| 06.09.2023                                                           | «Candy Necklace» (feat. Jon Batiste)                                    | —  | —  | —  | —     | 68  | —  | —  | 75 | —  | —  | —  | —  | —  | —  | —  | —  | —   | —  | | Did You Know That There's a Tunnel Under Ocean Blvd    |  |
| 03.07.2024                                                           | «Tough» (feat. Quavo)                                                   | 33 | 40 | 32 | —     | 32  | 38 | —  | 24 | —  | —  | 28 | 83 | —  | —  | —  | —  | 81  | 18 | | TBA                                                    |  |
| «—» означает, что сингл не попал в чарт или не был выпущен в стране. |                                                                         |    |    |    |       |     |    |    |    |    |    |    |    |    |    |    |    |     |    | |                                                        |  |

### Промосинглы
| 6.01.2012                                                            | «Off to the Races»                 | —   | —   | — | Born to Die                          |
| 26.01.2012                                                           | «Carmen»                           | —   | —   | — | Born to Die                          |
| 20.09.2012                                                           | «Blue Velvet»                      | 40  | 60  | — | Paradise                             |
| 19.03.2013                                                           | «Burning Desire»                   | —   | 172 | — | Paradise                             |
| 21.11.2014                                                           | «Black Beauty»                     | —   | 179 | — | Ultraviolence                        |
| 21.08.2015                                                           | «Terrence Loves You»               | 128 | 188 | — | Honeymoon                            |
| 7.09.2015                                                            | «Honeymoon»                        | 154 | —   | — | Honeymoon                            |
| 15.05.2017                                                           | «Coachella – Woodstock in My Mind» | 82  | —   | — | Lust for Life                        |
| 09.08.2019                                                           | «Season of the Witch»              | —   | —   | — | Внеальбомный сингл                   |
| 09.08.2019                                                           | «Looking for America»              | —   | —   | — | Внеальбомный сингл                   |
| 22.08.2019                                                           | «Fuck It I Love You»               | 179 | 59  | — | Norman Fucking Rockwell!             |
| 27.08.2020                                                           | «LA Who Am I to Love You»          | —   | —   | — | Violet Bent Backwards Over the Grass |
| 19.11.2020                                                           | «Summertime The Gershwin Version»  | —   | —   | — | Внеальбомный сингл                   |
| 04.12.2020                                                           | «You'll Never Walk Alone»          | —   | —   | — | Внеальбомный сингл                   |
| 20.05.2021                                                           | «Wildflower Wildfire»              | —   | —   | — | Blue Banisters                       |
| 20.05.2021                                                           | «Text Book»                        | —   | —   | — | Blue Banisters                       |
| 01.12.2023                                                           | «Take Me Home, Country Roads»      | —   | 49  | — | Внеальбомный сингл                   |
| «—» означает, что сингл не попал в чарт или не был выпущен в стране. |                                    |     |     |   |                                      |

## Прочие песни
| 5.01.2012                                                            | «Radio»                                                        | —  | —  | —  | —  | 67  | —  | —   | —  | Born to Die                      |
| 27.01.2012                                                           | «Without You»                                                  | —  | —  | —  | —  | —   | —  | 121 | —  | Born to Die                      |
| 1.02.2012                                                            | «Dayglo Reflection» (при участии Бобби Уомак)                  | —  | —  | —  | —  | 138 | —  | —   | —  | The Bravest Man in the Universe  |
| 9.11.2012                                                            | «Body Electric»                                                | —  | 32 | —  | —  | 103 | —  | 160 | —  | Paradise                         |
| 9.11.2012                                                            | «Bel Air»                                                      | —  | 50 | —  | —  | 105 | —  | 184 | —  | Paradise                         |
| 9.11.2012                                                            | «Gods & Monsters»                                              | —  | 15 | —  | —  | 92  | —  | 39  | —  | Paradise                         |
| 9.11.2012                                                            | «Cola»                                                         | —  | 22 | —  | 99 | 71  | —  | 120 | —  | Paradise                         |
| 9.11.2012                                                            | «American»                                                     | —  | 29 | —  | —  | 84  | —  | 151 | —  | Paradise                         |
| 9.11.2012                                                            | «Yayo»                                                         | —  | —  | —  | —  | 120 | —  | —   | —  | Paradise                         |
| 10.06.2014                                                           | «Old Money»                                                    | —  | —  | —  | —  | 190 | —  | —   | —  | Ultraviolence                    |
| 14.06.2014                                                           | «Is This Happiness»                                            | —  | —  | —  | —  | 164 | —  | 161 | —  | Ultraviolence                    |
| 15.06.2014                                                           | «Florida Kilos»                                                | —  | —  | —  | —  | —   | —  | 195 | —  | Ultraviolence                    |
| 19.08.2015                                                           | «Prisoner» (при участии The Weeknd)                            | 47 | —  | 16 | —  | 113 | 95 | 78  | —  | Beauty Behind the Madness        |
| 25.11.2016                                                           | «Stargirl Interlude» (при участии The Weeknd)                  | 61 | —  | 21 | —  | —   | —  | 51  | —  | Starboy                          |
| 21.07.2017                                                           | «Cherry»                                                       | —  | —  | —  | —  | —   | —  | —   | 4  | Lust for Life                    |
| 21.07.2017                                                           | «Beautiful People Beautiful Problems» (при участии Стиви Никс) | —  | 29 | —  | —  | —   | —  | —   | 5  | Lust for Life                    |
| 21.07.2017                                                           | «13 Beaches»                                                   | —  | 27 | —  | —  | 195 | 89 | —   | —  | Lust for Life                    |
| 21.07.2017                                                           | «Tomorrow Never Came» (при участии Шона Оно Леннона)           | —  | 40 | —  | —  | —   | —  | —   | —  | Lust for Life                    |
| 21.07.2017                                                           | «Get Free»                                                     | —  | 20 | —  | —  | —   | —  | —   | —  | Lust for Life                    |
| 30.08.2019                                                           | «Love song»                                                    | —  | —  | —  | —  | —   | —  | —   | 16 | Norman Fucking Rockwell!         |
| 30.08.2019                                                           | «Cinnamon Girl»                                                | —  | —  | —  | —  | —   | —  | —   | 14 | Norman Fucking Rockwell!         |
| 19.03.2021                                                           | «Dark But Just a Game»                                         | —  | —  | —  | —  | —   | —  | —   | 20 | Chemtrails Over the Country Club |
| «—» означает, что сингл не попал в чарт или не был выпущен в стране. |                                                                |    |    |    |    |     |    |     |    |                                  |

## Музыкальные видео
| Год  | Песня                                                                | Режиссёр(ы)                              |
| ---- | -------------------------------------------------------------------- | ---------------------------------------- |
| 2011 | «Video Games»                                                        | Лана Дель Рей                            |
| 2011 | «Born to Die»                                                        | Йоанн Лемуан                             |
| 2012 | «Blue Jeans»                                                         | Йоанн Лемуан                             |
| 2012 | «Carmen»                                                             | Лана Дель Рей                            |
| 2012 | «National Anthem»                                                    | Энтони Мэндлер                           |
| 2012 | «Summertime Sadness»                                                 | Кайл Ньюман Спенсер Сьюссер              |
| 2012 | «Blue Velvet»                                                        | Йохан Ренк                               |
| 2012 | «Ride»                                                               | Энтони Мэндлер                           |
| 2013 | «Burning Desire»                                                     | Энтони Шармир                            |
| 2013 | «Chelsea Hotel No. 2»                                                | Энтони Шармир                            |
| 2013 | «Summer Wine» (при участии Барри Джеймса О’Нилла)                    | Лана Дель Рей                            |
| 2013 | «Young and Beautiful»                                                | Софи Мюллер Крис Свийни                  |
| 2013 | «Tropico» (короткометражный фильм)                                   | Энтони Мэндлер                           |
| 2014 | «West Coast»                                                         | Винсент Хэйкук                           |
| 2014 | «Shades of Cool»                                                     | Джейк Нава                               |
| 2014 | «Ultraviolence»                                                      | Франческо Карроззини                     |
| 2015 | «High by the Beach»                                                  | Джейк Нава                               |
| 2015 | «Music to Watch Boys To»                                             | Кинга Буржа                              |
| 2016 | «Freak»                                                              | Лана Дель Рей                            |
| 2017 | «Love»                                                               | Рич Ли                                   |
| 2017 | «Lust for Life»                                                      | Рич Ли                                   |
| 2017 | «White Mustang»                                                      | Рич Ли                                   |
| 2018 | «Mariners Apartment Complex»                                         | Чак Грант                                |
| 2018 | «Venice Bitch»                                                       | Чак Грант                                |
| 2019 | «Fuck it I love you» / «The greatest»                                | Рич Ли                                   |
| 2019 | «Doin' Time»                                                         | Рич Ли                                   |
| 2019 | «Norman Fucking Rockwell» / «Bartender» / «Happiness Is a Butterfly» | Чак Грант                                |
| 2020 | «Let Me Love You Like A Woman»                                       | Лана Дель Рей                            |
| 2020 | «Summertime (The Gershwin Version)»                                  | Констеллейшен Джонс                      |
| 2021 | «Chemtrails Over The Country Club»                                   | Алекс Ли и Кайл Уайтман (BRTHR)          |
| 2021 | «White Dress»                                                        | Констеллейшен Джонс                      |
| 2021 | «Arcadia», «Interlude - The Trio»                                    | —                                        |
| 2021 | «Blue Banisters»                                                     | —                                        |
| 2023 | «Candy Necklace» (feat. Jon Batiste)                                 | Рич Ли                                   |
| 2024 | «Tough» (feat. Quavo)                                                | Уайатт Спейн Уинфри Лана Дель Рей Куэйво |

## Релизы других исполнителей
| Год  | Релиз                           | Комментарий |
| ---- | ------------------------------- | --- |
| 2010 | «Chet Baker»                    | Две песни были исполнены в дуэте с Дель Рей на одном из концертов группы «Mando Diao» в 2010 году для альбома Above and Beyond – MTV Unplugged. |
| 2010 | «Gloria»                        | Две песни были исполнены в дуэте с Дель Рей на одном из концертов группы «Mando Diao» в 2010 году для альбома Above and Beyond – MTV Unplugged. |
| 2010 | «Live My Life»                  | Совместная песня с Ланой Дель Рей, написанная певицей Tamarama для альбома Tamarama.                                                            |
| 2012 | «Spender»                       | Песня, записанная для дебютного альбома Smiler All I Know совместно с Ланой Дель Рей.                                                           |
| 2012 | «Dayglo Reflection»             | Дуэт для альбома Бобби Уомака The Bravest Man in the Universe, записанный с Дель Рей в 2012 году.                                               |
| 2015 | «Wait for Life»                 | Сингл, записанный в 2015 году для альбома друга и продюсера многих альбомов Ланы Эмиля Хейни — We Fall.                                         |
| 2015 | «Prisoner»                      | Дуэтная композиция с Ланой Дель Рей, записанная для студийного альбома американского исполнителя The Weeknd Beauty Behind the Madness.          |
| 2016 | «Party Monster»                 | Песня, написанная Дель Рей и The Weeknd, для третьего студийного альбома исполнителя, Starboy. В композиции присутствует бэк-вокал Дель Рей.    |
| 2016 | «Stargirl Interlude»            | Дуэтная композиция Дель Рей и The Weeknd, записанная для альбома Starboy.                                                                       |
| 2018 | «God Save Our Young Blood»      | Дуэтная композиция Дель Рей и Borns |
| 2018 | «Woman»                         | Дуэтная композиция Дель Рей и Cat Power, записанная для альбома «Wanderer»                                                                      |
| 2021 | «Secret Life»                   | Дуэтная композиция Дель Рей и Bleachers, группы Джека Антоноффа. Присутствует на третьем альбоме группы Take the Sadness Out of Saturday Night. |
| 2022 | «Snow On The Beach»             | Дуэтная композиция Дель Рей и Taylor Swift, записанная для альбома «Midnights»                                                                  |
| 2023 | «Life Lesson»                   | Дуэтная композиция Дель Рей и Jon Batiste, записанная для альбома «World Music Radio»                                                           |
| 2023 | «Lost at Sea», «Hollywood Bowl» | Дуэтные композиции Дель Рей и её отца Роба Гранта, записанные для его дебютного альбома «Lost at Sea»                                           |

## Участие в саундтреках
| Год  | Материал                                  | Альбом                                                                            | Песня                                                                                                   |
| ---- | ----------------------------------------- | --------------------------------------------------------------------------------- | --- |
| 2013 | «Великий Гэтсби»                          | The Great Gatsby Soundtrack                                                       | «Young and Beautiful» «Hotel Sayre» «Magic Tree and I Let Myself Go» «Two Minutes to Four and Reunited» |
| 2014 | «Большие глаза»                           | Big Eyes (Soundtrack)                                                             | «Big Eyes» «I Can Fly»                                                                                  |
| 2014 | «Малефисента»                             | Maleficent Soundtrack                                                             | «Once Upon a Dream»                                                                                     |
| 2015 | «Век Адалин»                              | The Age of Adaline                                                                | «Life is Beautiful»                                                                                     |
| 2015 | «Привет! Как поживает Дэниел Джонстон?»   | Hi! How Are You Daniel Johnston?                                                  | «Some Things Last A Long Time»                                                                          |
| 2019 | «Страшные истории для рассказа в темноте» | Season of the Witch (From the Motion Picture «Scary Stories to Tell in the Dark») | «Season of the Witch»                                                                                   |
| 2019 | «Ангелы Чарли»                            | Charlie's Angels: Original Motion Picture Soundtrack                              | «Don't Call Me Angel (Charlie's Angels)» (feat. Miley Cyrus, Ariana Grande)                             |
| 2020 | «Конец шторма»                            | The End of the Storm (Official Soundtrack)                                        | «You’ll Never Walk Alone»                                                                               |
| 2022 | «Эйфория»                                 | Euphoria Season 2 (An HBO Original Series Soundtrack)                             | «Watercolor Eyes»                                                                                       |
| 2024 | «Новый взгляд»                            | The New Look: Season 1 (Apple TV+ Original Series Soundtrack)                     | «Blue Skies»                                                                                            |

## Песни, использованные в фильмах и сериалах
Данный список содержит песни, которые были использованы в фильмах и сериалах, но не были специально написаны для них.
| Год  | Материал                       | Оригинальный альбом        | Песня |
| ---- | ------------------------------ | -------------------------- | --- |
| 2010 | «Беверли-Хиллз, 90210»         | «Born to DIe»              | «Diet Mountain Dew» |
| 2011 | «Двойник»                      | «Born to DIe»              | «Video Games» «Blue Jeans»                                                                                               |
| 2011 | «Отбросы»                      | «Born to DIe»              | «Video Games» |
| 2011 | «Сплентица»                    | «Born to DIe»              | «Video Games», «Kinda Outta Luck» (песня официально не издавалась, но демозапись была использована в трейлере к сериалу) |
| 2012 | «В поле зрения»                | «Paradise»                 | «Ride» |
| 2012 | «Менталисты»                   | «Born to DIe»              | «Off to the Races» |
| 2012 | «Парк авеню, 666»              | —                          | «Blue Jeans» (Gesaffelstein Remix)                                                                                       |
| 2012 | «Сейчас самое время»           | —                          | «Blue Jeans» (Gesaffelstein Remix)                                                                                       |
| 2013 | «Втайне от родителей»          | «Born to DIe»              | «National Anthem» |
| 2013 | «Милые обмащницы»              | «Paradise»                 | «Ride» |
| 2013 | «Древние»                      | «Born to DIe»              | «Dark Paradise» |
| 2013 | «Подари мне убежище»           | «Born to DIe»              | «Born to Die» |
| 2014 | «Положение дел»                | «Ultraviolence»            | «Ultraviolence» |
| 2014 | «Мамочка»                      | «Born to DIe»              | «Born to DIe» |
| 2015 | «Стыд»                         | «Honeymoon»                | «Music To Watch Boys To»                                                                                                 |
| 2016 | «Милые обмащницы»              | «Born to DIe»              | «Without You» |
| 2017 | «Король»                       | —                          | «Elvis» (Песня официально не издавалась, в фильме использована демозапись 2008 года)                                     |
| 2019 | «Дело Аднана Сайеда»           | «Lust for Life»            | «Tomorrow Never Came» (feat. Sean Ono Lenon)                                                                             |
| 2020 | «Ривердейл»                    | «Paradise»                 | «Blue Velvet» |
| 2022 | «Последние киновезды»          | «Lust for Life»            | «Beautiful People Beautiful Problems» (feat. Stevie Nicks) » (песня была использована в официальном трейлере к фильму)   |
| 2022 | «Месть»                        | «Paradise»                 | «American» |
| 2023 | «Буканьеры» («The Buccaneers») | —                          | «Suburban House» (feat. Holly Macve)                                                                                     |
| 2023 | «То лето, когда я похорошела»  | «Norman Fucking Rockwell!» | «How to disappear» |
| 2024 | «Задача трех тел»              | «Born to DIe»              | «Video Games» |
| 2024 | «Все закончится на нас»        | «Lust for Life»            | «Cherry» |